# فائزة هاشمي
فائزة هاشمي (بالفارسية: فائزه هاشمی رفسنجانی) (و. 1962 – م) هي صحفية، وسياسية من إيران ولدت في طهران.
وهي عضوة في جبهة المشاركة .

## التعليم
تعلمت في جامعة برمنجهام.